# 이민우 (1915년)
이민우(李敏雨, 1915년 9월 5일 ~ 2004년 12월 9일)는 대한민국의 정치인이다. 그는 야당 정치인으로서 정치적 계보는 민주당 구파이며 1987년 김영삼과 결별할때까지 상도동계의 중진이었지만, 김대중·김영삼 전 대통령과 김종필 전 자민련 총재 등 이른바 ‘3김’의 그늘에 가려 대권 도전 기회까지는 잡지 못했지만, 정치생활기간 중 타협하지 않고 야당인의 외길을 걸어왔다. 본관은 경주, 호(號)는 인석(仁石)이다.

## 이력
1915년 일제강점기 충북 청주에서 태어나 1941년 일본 메이지 대학 법학부를 수료하였다. 충북신보 총무국장 겸 영업국장, 46년 충북신보 영업국장을 거쳐 48년 고향인 청주에서 시의회 부의장으로 정계에 입문했다. 민주당 구파에서 활동하였으며 1960년 4・19 이후 장면 총리의 인준 문제를 둘러싸고 민주당 신·구파가 갈등을 빚을 때 구파가 민주당에서 갈라져 나와 신민당을 창당하자 이에 가담했다. 신민당에서는 원내부총무를 지냈다. 이후 민주당 청주시 위원장을 지냈고 신민당 창당준비위원장이 됐다. 신민당 등에서 활동하며 야당의 거목이었던 유진산 선생이 이끄는 "진산계"의 오른팔 역할을 해왔다. 진산이 작고한 이후에는 유치송 전 민한당 총재와 함께 "견지동 동우회"를 이끌었다. 1958년 4대 총선에서 민의원에 당선(민주당, 청주시)되어 국회에 입성했고, 이 후 10대 국회까지 5선을 기록하였다. 7대 국회의원 때는 신민당 비례대표로 국회의원을 지냈다.
진산계 출신의 상도동계 중진으로 한때 제9대 국회 후반 신민당이 김영삼 전 대통령의 강경파와 이철승 전 신민당 총재의 온건파로 대립할 때 김 전 대통령편에 서서 정치적인 동지관계를 형성했다. 이 인연으로 5・17 이후 김영삼이 강제로 정계은퇴 성명을 발표해야 했을 때, 그는 3개월가량 신민당 총재권한대행직을 맡았으며, 정치규제기간 중에는 민주산악회의 회장직을 맡기도 했다. 1979년 전당대회에서는 온건노선의 이철승 대표체제가 패배하고 김영삼이 다시 당권을 탈환했다. 이때 이민우는 부총재로 뽑혔다.
1980년 11대 국회에서는 3김씨와 함께 정치활동 규제자로 선정되어 정치활동이 금지되기도 하였다. 그러나 곧 정치활동 금지에서 풀려 신민당을 재건하려 하였으나, 신민당 하면 박정희와 싸우던 신민당이 연상된다 하여 신군부는 그의 신민당 복원을 허용하지 않았다. 1985년 1월 18일 그는 옛날에 쓰던 당이름이 아닌 당명으로 정하여 신한민주당을 창당한다. 약칭으로 신민당이라고 부를 수 있는 이름이 신민당이었다.
1985년 12대 국회를 앞두고 김영삼으로부터 서울 종로구·중구에 출마할 것을 제의받았다. 그러나 이민우는 종로에 나가지 않으려고 했다. 당시 종로는 정치1번지라는 별명이 있을만큼 정치중심지였고 당 총재인데 떨어지면 되겠느냐는 이유를 들어 반대하였으나 김영삼은 내가 당선하게 해주겠다면서 강제로 나가게 하였다.
당시 서울 종로구·중구에는 민정당의 이종찬과 민한당의 정대철이 당선될 것이 확실시된데 반해, 이민우는 당선이 불투명했다. 때문에 이민우는 종로구·중구에 출마하는 것을 피하려 했으나, 김영삼의 집요한 설득과 총재직 제의에 결국 출마 결심을 하게 되었다. 그리고 12대 총선 종로구·중구에서 2위로 당선되면서 신한민주당 돌풍의 주역이 되었다.
1986년 12월 24일 이민우는 삼양동 자택에서 민주화 7개항이 실현되면 국민은 물론 야당도 내각제가 장기집권음모라고 생각하지 않고 수용할 수 있을 것이라 기자회견하였다. 이른바 전두환 정권이 주장하는 내각제 개헌을 수용할 수 있다는 이른바 '이민우 구상'을 발표하였다가 이에 반발한 김영삼, 김대중계 의원들이 집단 탈당하여 신한민주당이 와해되자 정계를 은퇴하였다. 차라리 동지들의 합의조차도 없이 여당의 내각제 개헌을 수용했다 하여 김대중, 김영삼계는 그때 당황을 넘어서 분개하였다 한다.
1987년 11월 19일부터는 1989년 4월 30일까지 1년 5개월간 종친회 총재를, 94년부터는 종친회 회장 등을 지내기도 했다. 야당 총재 시절과 정계은퇴 후에도 1999년 태릉의 한 아파트로 거처를 옮길 때까지 강북의 삼양동 구옥에서 기거, 양계장을 꾸려나가면서 ‘삼양동 거사’라는 별칭을 얻기도 했다.
김영삼, 김대중, 노무현 정권에 대해 그는 국민들에게 미안하고 죄송스러워. 과거 야당을 함께 했던 김영삼·김대중·노무현씨가 정권을 잡아 나라를 이 모양으로 망쳐 놓았으니께 나는 부끄러워 얼굴을 못 들겠어. 나라 되어가는 것이 걱정이여. 이제 나는 병이 나고, 나라와 후손에게도 보탬이 되지 않는 사람 아녀. 빨리 죽고 싶을 뿐이라고 절망감을 표출하기도 했다. 그들(군사정권)은 해놓은 게 있지만, 우리는 한 것이 없다며 실의에 빠지기도 했다. 노무현에 대해서는 노무현 정권은 국회에서 다수당까지 차지해서 나라를 훼손하고 있으며, 정권이 방자하다며 비판을 가하였다.

## 학력
- 경성고등보통학교 졸업
- 메이지대학 법학 수료

## 평가
그는 중후한 인품과 서민적인 풍모를 지닌 정치인으로 평가됐으나, 김대중, 김영삼, 김종필 등 80년대 3김 정치인의 그늘에 가려졌다 한다. 어진 돌’이라는 뜻을 지닌 인석(仁石)이라는 호에 걸맞게 후덕하고 서민적인 풍모로 여야 정치인들과 원만한 관계를 유지해왔다. 원칙에 충실한 정치인으로 사실상 거의 단 한 차례도 계보를 바꾸지 않은 것으로 유명하다. 그는 이철승을 애국자라고 칭찬하였다.

## 사후

### 그의 사후 장지
묘(장지)는 경기도 의정부시 녹양동에 있다. 유족으로는 부인 김동분과 상용, 상래, 상호, 상렬 등 4남 4녀가 있다.

### 사후 그의 자녀 관련
2008년 1월 11일 그의 셋째 아들 이상호는 미국 로스앤젤레스 로렌하이츠에서 아내(50)와 딸에게 총격을 가한 후 자신도 목숨을 끊었다. 자살 원인으로는 피자 체인점을 운영해왔으나 경영난으로 생활고를 겪은 것이 원인이었다 한다.

## 내각제 개헌 주장
그는 대통령제에 의한 독재로 야당이 많이 손해를 입었으므로 내각제를 할 것을 줄기차게 주장해왔다. 그러나 김영삼, 김대중은 그의 내각제 주장에 강하게 반발했다. 한때 거대 야당이자 제1야당 총재였던그는 13대 총선에서 김영삼의 민주당과 김대중의 평민당 그리고 김종필의 공화당에 큰 차로 밀려 패배하고 사실상 정계은퇴를 선언한 후, 대권에는 발도 디디지 못한 야권의 당수가 되어 버리고 말았다.

## 저서
- 민주정치 I(1985, 이민우 외 공저, 일월서각)

## 대중 매체
- 이일웅 - 《제4공화국》 (1995년, MBC 드라마)

## 역대 선거 결과
|  | 49.38% |

|  | 43.18% |

|  | 21.54% |

|  | 32.7% |

|  | 25.98% |

|  | 30.22% |

|  | 31.63% |

## 소속 정당
| 소속 정당 | 소속 정당  | 소속 기간 | 비고                |
| --------- | ---------- | --------- | ------------------- |
|           | 무소속     | 1946~1949 | 정계 입문           |
|           | 민주국민당 | 1949~1955 | 창당                |
|           | 민주당     | 1955~1960 | 합당                |
|           | 무소속     | 1960      | 정당 해산           |
|           | 신민당     | 1960~1961 | 창당                |
|           | 무소속     | 1961~1963 | 정당 해산           |
|           | 민정당     | 1963~1965 | 창당                |
|           | 민중당     | 1965~1967 | 합당                |
|           | 신민당     | 1967~1969 | 합당                |
|           | 무소속     | 1969      | 자진 정당 해산      |
|           | 신민당     | 1969~1980 | 정당 재등록         |
|           | 무소속     | 1980~1985 | 정당 해산           |
|           | 신한민주당 | 1985~1987 | 창당                |
|           | 무소속     | 1987~2004 | 탈당 정계 은퇴 사망 |

## 같이 보기
- 신민당
- 신한민주당
- 통일민주당
- 김영삼
- 이철승
- 김대중
- 김종필
- 내각제
- 청주시 (선거구)
- 청주시의 국회의원
- 청주시·청원군
- 청원군의 국회의원
- 대한민국 제7대 국회의원 선거 신민당 후보 목록#전국구
- 종로구·중구
- 서울 종로구의 국회의원
- 서울 중구의 국회의원
- 대한민국의 국회부의장